# Polyalthia lateritia
Polyalthia lateritia este o specie de plante din genul Polyalthia, familia Annonaceae, descrisă de James Sinclair. A fost clasificată de IUCN ca specie cu risc scăzut. Conform Catalogue of Life specia Polyalthia lateritia nu are subspecii cunoscute.